# Trzeci Ordynek w Gdańsku
Trzeci Ordynek w Gdańsku – reprezentacja pospólstwa we władzach miejskich Gdańska w XVI–XIX w.

## Historia

### XVI wiek
Delegaturę pospólstwa powołano 20 lipca 1526 roku na podstawie statutów króla polskiego Zygmunta I Starego, stanowiących odtąd fundament ustroju miasta. Powołani do zgromadzenia członkowie zasiadali w niej dożywotnio. Trzeci Ordynek składał się ze 100 członków, dzielił się na 4 kwartały – jednostki topograficzno-administracyjne, spośród których każdy liczył 25 członków. Godność tę reprezentowali przedstawiciele najważniejszych w pierwszej połowie XVI wieku 4 cechów głównych (rzeźnicy, piekarze, szewcy i kowale). Celem delegatury miała być przeciwwaga samowoli rady miejskiej. Powołani do władzy lokalnej rzemieślnicy uzależnieni byli od Rady Miasta, której przysługiwało do 1678 r. prawo mianowania nowych członków, zwoływania ich na posiedzenia i wysuwania problemów do dyskusji. Zgodność uchwały i wniosków Ordynku została objęta kontrolą królewską. Trzeci Ordynek nie miał prawa do kontroli dochodów i wydatków z budżetu miasta.
W 1545 roku reprezentanci pospólstwa starali się zmusić Radę Miasta do ustępstw ustrojowych. Domagano się lepszego traktowania mieszczan w tym stosowania ograniczeń względem cudzoziemców nieposiadających prawa miejskiego oraz wobec Żydów i Romów. Reprezentanci zażądali przywileju do zwoływania swoich posiedzeń przynajmniej dwa razy w roku. Zwrócono uwagę na konieczność ograniczenia zbędnych wydatków, reformy sądownictwa, powołania po 8 przedstawicieli z każdego kwartału do rozwiązywania konfliktów za porozumieniem stron. Żądano zniesienia lichwy, respektowania statutów cechowych, zmniejszenia prac publicznych (szarwarków) na Żuławach..
Po odrzuceniu postulatów, w sierpniu 1552 r. Trzeci Ordynek wystąpił z kolejnymi żądaniami. Dotyczyły one między innymi: możliwości zwoływania własnych posiedzeń najmniej dwa razy w roku i obsadzania wolnych miejsc we własnej reprezentacji, zakazu praktykowania nepotyzmu w Radzie Miasta,  nałożenia na Radę Miejską obowiązku przedstawiania przed jego delegatami dokumentacji finansowej, zakazu podejmowania uchwał we wszystkich ważniejszych sprawach bez porozumienia z Trzecim Ordynkiem oraz respektowania praw i przywilejów cechów.

### XVII wiek
W 1626 roku wchodzący w skład ordynku Kwartał Rybacki sprzeciwił się współpracy Gdańska z królem Gustawem II Adolfem przeciwko Zygmuntowi III Wazy. Stanowisko to przesądziło o zaniechaniu kolaboracji miasta ze Szwecją. 
W roku 1659 delegaci przeforsowali odebranie rajcom i przekazanie komisjom złożonym z delegatów Trzeciego Ordynku zarządzanie majątkiem i dochodami stałymi miasta. Podczas pobytu króla Jana III Sobieskiego w Gdańsku miał miejsce w mieście spór pomiędzy cechami, a radą miasta. Oba organy dążyły do zjednania sobie Ordynku, co stało się dla delegatury pospólstwa korzystne. Przedstawione władcy przez Trzeci Ordynek postulaty uzyskały przychylność, znajdując odbicie w wydanym z 12 lutego 1678 r. dekrecie regulującym gdańskie spory. Zapis reform królewskich został wydany drukiem ("Concordata von Anno 1678"). Tego roku delegaci wywalczyli prawo wysuwania dwóch kandydatów na swoich przedstawicieli oraz na mistrzów kwartałów, z których jednego Rada Miasta powoływała na wolne stanowisko. W ten sposób Trzeci Ordynek uzyskał uniezależnienie od decydowania przez radę o swoim składzie. Reprezentacja pospólstwa otrzymała kompetencje współdysponenta i współzarządcy finansami Gdańska. W XVII wieku, stuleciu wojen, przedstawiciele Trzeciego Ordynku wchodzili w skład Rady Wojennej, która miała zadanie czuwać nad sprawami organizacji obrony miasta. Liczba przedstawicieli pospólstwa odpowiedzialnych za wojskowość wynosiła od 4 do 8. Do reprezentantów Trzeciego Ordynku w Radzie Wojennej należał żyjący w latach 1600-1657 Jakub Stüve.

### XVIII-XIX wiek
Podczas epidemii dżumy w 1709 roku czterech przedstawicieli Trzeciego Ordynku, po jednych z każdego kwartału, wchodziło w skład zawiązanej Rady Zdrowia (Collegium Sanitatis), której celem było kierowanie akcją walki z zarazą. Do zadań przedstawicieli stanu średniego należało między innymi rozdzielanie żywności chorym.
W połowie XVIII wieku członkowie Trzeciego Ordynku stali się główną siłą opozycji przeciw Radzie Miasta. W 1749 roku powołano ośmioosobową komisję, która opracowała w 68 punktach zażalenie do króla polskiego Augusta III na jej działalność i politykę. Postulaty zostały przez władcę zaakceptowane 10 lutego 1750 r. W wydanej 20 lipca 1750 ordynacji król zagwarantował kupcom 1/3 miejsc w Radzie i Ławie, a także przyznał prawo do wnoszenia spraw pod obrady na każdym posiedzeniu władzy miejskiej. W razie trudności ze strony Rady Miejskiej wprowadzone zostało prawo odwołania się do króla, który zlecił generalną rewizję wilkierza i zmodyfikował system podejmowania uchwał. August III nakazał wprowadzić reprezentantów Trzeciego Ordynku do wszystkich organów podatkowych oraz ustanowił obowiązek przyjęcia wyborów przez wybrane osoby.
W styczniu 1752 roku odbyła się sprawa w sądzie asesorskim, w której Trzeci Ordynek pozwał Radę. W wyniku rozprawy nakazano rajcom uznanie ordynacji królewskiej za obowiązujące wieczyste prawo. Zagrożono jednocześnie Radzie, że dalszy opór będzie wiązał się z konsekwencjami w postaci sankcji finansowych.
W 1761 roku miała miejsce reforma ustroju miasta. Wniesione przez nią zmiany przyniosły członkom ordynku możliwość pełnienia godności rajcy.
Reformy Trzeciego Ordynku przetrwały do przejęcia Gdańska przez Prusy i formalnego rozwiązania reprezentacji w 1793 roku. Działalność delegatury przywrócono w I Wolnym Mieście Gdańsku (1807–1814). 15 lipca 1807 roku do Trzeciego Ordynku przyłączono Stare Miasto jako piąty kwartał.